# 圣斯德望堂 (费拉拉)
圣斯德望堂（Chiesa di Santo Stefano）是意大利费拉拉最古老的教堂之一。它位于圣斯德望小广场（Piazetta Sant'Etienne），在费拉拉主教座堂以西几个街区。

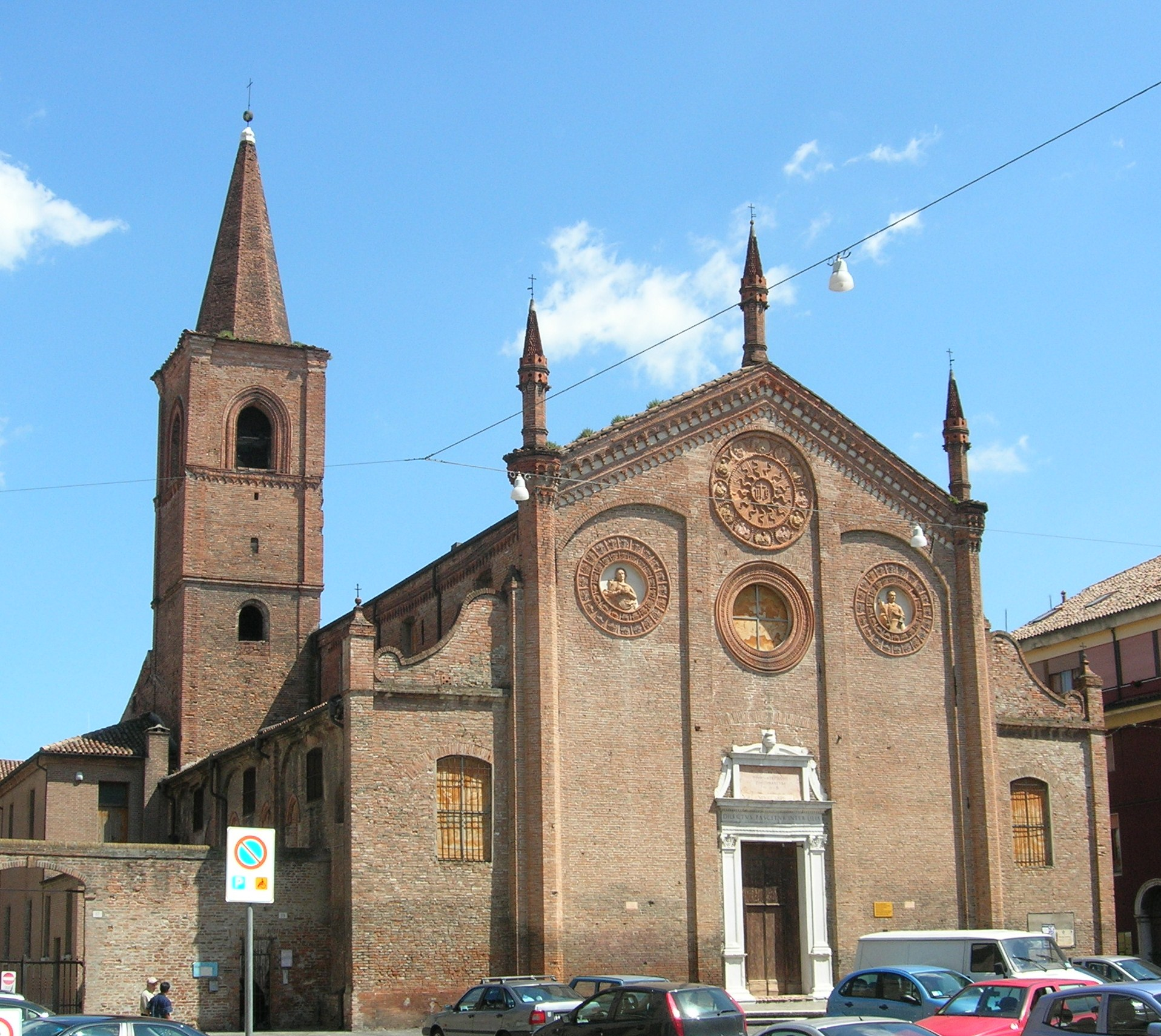
立面

## 历史
该堂始建于960年，经过了多次重建。钟楼建于1100年。1570年地震对其造成巨大伤害。目前的建筑出自比亚焦·罗塞蒂之手。1657年，该堂被交给圣斐理伯修会。1796年，圣斐理伯修会被取缔。。1944年的轰炸使弗朗切斯科·费拉里的天花板壁画（1882）受损。该堂的大门曾经属于圣西尔维斯特堂。内部有贾科莫·帕罗利尼、伊波利托·斯卡斯拉、卡洛·博诺尼、加塔诺·甘多菲、帕格尼尼、朱塞佩·阿万齐和安东尼奥·兰达等人的作品。 